# Anidulafungine
L’anidulafungine est un médicament antifongique.

## Mode d'action
L'anidulafungine est un médicament antifongique de type échinocandine qui agit en interférant avec la production d'un composant de la paroi cellulaire fongique connu sous le nom de (1→3)-β-D-glucan.

## Usage médical
L'anidulafungine est un antifongique utilisé pour traiter la candidose invasive et la candidose œsophagienne,. Le médicament est administré par injection intraveineuse.

## Effets secondaires
Les effets secondaires de l'anidulafungine comprennent la diarrhée, les nausées et un faible taux de potassium ; d'autres effets secondaires peuvent inclure des problèmes hépatiques et une anaphylaxie. L'utilisation de ce médicament pendant la grossesse peut nuire au fœtus.

## Histoire
L'anidulafungine a été approuvée pour un usage médical aux États-Unis en 2006 et en Europe en 2007,. Elle est disponible sous forme de médicament générique. Elle figure sur la liste des médicaments essentiels de l'Organisation mondiale de la santé comme alternative à la micafungine. Au Royaume-Uni, 100 mg coûtent au NHS environ 300 livres sterling à partir de 2021. Ce montant aux États-Unis est d'environ 200 dollars américains.